# Cântarea cântărilor (film)
Cântarea cântărilor este un film românesc din 1993 regizat de Gheorghe Preda.